# 우암산
우암산(牛岩山)은 대한민국 충청북도 청주시 상당구와 청원구에 걸쳐 위치한 산이다. 속리산 천황봉에서 북서쪽으로 뻗어 내려온 한남 금북정맥 산줄기에 속하고, 청주 동쪽으로 이어지는 낭성산 줄기에서 서쪽으로 갈라져 나온 산이다.
명암약수 등의 약수터와 등산로가 잘 정비되어 있고 산위에 오르면 청주시내를 한눈에 내려다 볼 수 있어 청주시민들의 휴식처로 많이 이용된다.산 위에는 청주권 지상파방송사들의 송신시설이 있다.

## 방송 송신 시설
| 디지털TV  |                            |            |                      |      |                                                   |
| 가상채널  | 방송국명                   | 호출부호   | 물리채널             | 출력 | 가시청권                                          |
| CH 6-1    | CJB 청주방송 DTV           | HLDR-DTV   | CH 49                | 2㎾  | 청주, 진천, 증평 일부 : 세종, 음성, 괴산          |
| CH 7-1    | KBS청주 DTV2               | HLAC-DTV   | CH 34                | 2㎾  | 청주, 진천, 증평 일부 : 세종, 음성, 괴산          |
| CH 9-1    | KBS청주 DTV1               | HLKQ-DTV   | CH 23                | 2㎾  | 청주, 진천, 증평 일부 : 세종, 음성, 괴산          |
| CH 10-1   | EBS 1TV                    | HLQL-DTV   | CH 35                | 2㎾  | 청주, 진천, 증평 일부 : 세종, 음성, 괴산          |
| CH 10-2   | EBS 2TV                    | HLQL-DTV   | CH 35                | 2㎾  | 청주, 진천, 증평 일부 : 세종, 음성, 괴산          |
| CH 11-1   | MBC 충북청주 TV            | HLAX-DTV   | CH 20                | 2㎾  | 청주, 진천, 증평 일부 : 세종, 음성, 괴산          |
| UHD       |                            |            |                      |      |                                                   |
| 가상채널  | 방송국명                   | 호출부호   | 물리채널             | 출력 | 가시청권                                          |
| CH 7-1    | KBS청주 UHDTV2             | HLAC-UHDTV | CH 56                | 5㎾  | 청주, 진천, 증평 일부 : 세종, 음성, 괴산          |
| CH 9-1    | KBS청주 DTV1               | HLKQ-UHDTV | CH 21                | 5㎾  | 청주, 진천, 증평 일부 : 세종, 음성, 괴산          |
| CH 9-2    | KBS NEWS D                 | HLKQ-UHDTV | CH 21                | 5㎾  | 청주, 진천, 증평 일부 : 세종, 음성, 괴산          |
| CH 9-3    | KBS 1Radio                 | HLKQ-UHDTV | CH 21                | 5㎾  | 청주, 진천, 증평 일부 : 세종, 음성, 괴산          |
| CH 11-1   | MBC 충북청주 TV UHDTV      | HLAX-UHDTV | 예정                 | 5㎾  | 청주, 진천, 증평 일부 : 세종, 음성, 괴산          |
| FM라디오  |                            |            |                      |      |                                                   |
| 채널      | 방송국명                   | 호출부호   |                      | 출력 | 가시청권                                          |
| 89.3MHz   | KBS청주 제1라디오          | HLKQ-SFM   |                      | 1㎾  | 청주, 진천, 증평, 음성 일부, 괴산 일부, 세종 일부 |
| 90.9MHz   | KBS청주 제2라디오(HappyFM) | HLAC-SFM   |                      | 3㎾  | 청주, 진천, 증평, 음성 일부, 괴산 일부, 세종 일부 |
| 94.1MHz   | KBS청주 음악FM             | HLKQ-FM    |                      | 1㎾  | 청주, 진천, 증평, 음성 일부, 괴산 일부, 세종 일부 |
| 99.7MHz   | MBC충북 FM4U               | HLAX-FM    |                      | 1㎾  | 청주, 진천, 증평, 음성 일부, 괴산 일부, 세종 일부 |
| 101.5MHz  | CJB JOY FM                 | HLDR-FM    |                      | 3㎾  | 청주, 진천, 증평, 음성 일부, 괴산 일부, 세종 일부 |
| 107.1MHz  | MBC 충북 라디오            | HLAX-SFM   |                      | 1㎾  | 청주, 진천, 증평, 음성 일부, 괴산 일부, 세종 일부 |
| 지상파DMB |                            |            |                      |      |                                                   |
| 앙상블명  | 방송국명                   | 호출부호   | 채널(주파수)         | 출력 | 가시청권                                          |
| myMBC     | my MBC 11                  | HLCQ-TDMB  | CH 11-A (199.280MHz) | 2kW  | 청주, 진천, 증평, 음성 일부, 괴산 일부, 세종 일부 |
| U-KBS     | KBS STAR                   | HLKI-TDMB  | CH 11-B (201.008MHz) | 2kW  | 청주, 진천, 증평, 음성 일부, 괴산 일부, 세종 일부 |
| U-KBS     | HD KBS STAR                | HLKI-TDMB  | CH 11-B (201.008MHz) | 2kW  | 청주, 진천, 증평, 음성 일부, 괴산 일부, 세종 일부 |
| U-KBS     | KBS HEART                  | HLKI-TDMB  | CH 11-B (201.008MHz) | 2kW  | 청주, 진천, 증평, 음성 일부, 괴산 일부, 세종 일부 |
| U-KBS     | KBS MUSIC                  | HLKI-TDMB  | CH 11-B (201.008MHz) | 2kW  | 청주, 진천, 증평, 음성 일부, 괴산 일부, 세종 일부 |
| TJB u     | TJB-SBSu                   | HLDF-TDMB  | CH 11-C (202.736MHz) | 2kW  | 청주, 진천, 증평, 음성 일부, 괴산 일부, 세종 일부 |
| TJB u     | CJB-mYTN                   | HLDF-TDMB  | CH 11-C (202.736MHz) | 2kW  | 청주, 진천, 증평, 음성 일부, 괴산 일부, 세종 일부 |

## 이름과 그 유래
소가 누운 형상을 하고 있다고 해서 우암산(牛岩山)이라는 이름이 붙여졌다. 이런 이유로 옛 이름은 와우산(臥牛山)이었다. 또한 장암산·대모산·무암산·와우산·당이산 등으로 불리기도 한다.